# Perlat Musta
Perlat Musta (né le 15 octobre 1958 à Vlora) est un footballeur international albanais ayant joué 23 fois et encaissé 45 buts sous le maillot de l'équipe nationale. Il est aujourd'hui entraîneur.

## Carrière
Musta intègre l'équipe pro du Partizan Tirana à l'âge de 20 ans en 1978. Il devient au fil des années, un excellent gardien de but, remportant son premier championnat en 1981, soit trois ans après ses grands débuts, et un second en 1987. Quittant le Partizan après 13 saisons dans les cages, il s'exporte en Roumanie et s'engage avec le Dinamo Bucarest avec qui il remporte le championnat en 1992 ; il fait ensuite une année de prêt avant de revenir au Dinamo. Il revient en Albanie pour terminer sa carrière dans le club qui l'a révélé.

## Palmarès
- Championnat d'Albanie de football : 1980-1981 ; 1986-1987
- Coupe d'Albanie de football : 1979-1980 ; 1990-1991
- Championnat de Roumanie de football : 1991-1992